# Црква Свете Тројице на Румији
Црква Свете Тројице на Румији је црква малих димензија на врху планине Румије у Црној Гори.

## Историја
Митрополија Црногорско-приморска је 31. јула 2005. године поставила на Румији цркву изграђену од металне конструкције, која је посвећена Светој Тројици. Црква која је постојала од византијских времена на врху Румије је била порушена од Турака, приликом турске окупације Бара 1571. године. Црквица чије су димензије 4 метра висине, 3 метра дужине и 2 метра ширине, са тежином од 3 тоне је постављена на врх Румије помоћу два хеликоптера тадашње Војске Србије и Црне Горе, а уз асистенцију МУП-а Црне Горе.
Црква је направљена у рекордном року од само 10 дана, док је крст направљен у Србији, а три звона су стигла из Русије. Због тежине, цијелу цркву није било могуће пренијети на Румију, па је пресјечена на два дијела. Други дио спуштен је неколико метара од мјеста гдје је читава црква накнадно монтирана. Због временских услова који владају на тој надморској висини црква нема прозора, а звона су фиксирана.
Крајем 2018. године, црквица је обложена камењем које је народ вјековима доносио, да би се храм ту обновио.

### Древно предање
По древном предању, на планини Румији, на њеном врху високом 1.595 метара, постојала је црква посвећена Светој Тројици коју је саградио краљ Јован Владимир. Због гријеха почињеног у храму, црква је одлетјела. Исто предање је говорило да ће црква поново сама долетјети када се накупи довољно покајног камења за нови храм.
Стотинама година народ подрумијског краја у Тројчинданској литији за крстом Светог Јована Владимира износи по камен на врх Румије као својеврсни завјет који се преноси с кољена на кољено, вјерујући да ће на врху ове планине бити обновљена црква када се ту прикупи довољно камења.
Обичај пењања на врхове планина на неки празник је сачуван и код неких пошиптарених Срба. На врху планине Јалич су сачуване рушевине мале капеле, камо на Светог пророка Илију 20. јула житељи околних села сматрају за свети обичај остао од прадједова да се попну и изврше намаз, како то раде Тедринци на Успење, пењу се на планину Дроњу, и Сирнићани и Качаничани на планину Љуботен. На овој посљедњој није било знакова постојања молитвеног дома, а на Дроњи има гроб из давнина као на планини Паштрик.

### Реакције
Након постављања цркве на Румију црногорске власти су сматрале да иста треба да се уклони, а то оправдавају чињеницом да Црква није тражила грађевинску дозволу, као и да та обновљена црква руши међувјерски и међуетнички склад. Поједини публицисти из Црне Горе негирају постојање некадашње цркве на врху Румије, јер се црква не налази ни на једној млетачкој карти, иако бројна свједочанства о постојању те цркве постоје и у писаном и усменом предању (народној традицији).
Након позива у јавности да се црква са Румије сруши, митрополит Амфилохије је упутио клетву онима који би то урадили: „Ко сруши тај храм Бог га срушио и њега и његово потомство и Часни крст му судио.“

### Крст Андровића
Крст светог Јована Владимира, реликвија стара хиљаду година, данас се чува у породици Андровић, најстаријој у барском крају. Само једном у годину дана крст угледа свјетлост дана, када се у литији на Тројичиндан износи на врх Румије. За крстом Андровића, који породица чува у највећој тајности, вјековима су на врх Румије излазили припадници све три конфесије, православни, католици и муслимани. Крст је у братство Андровића стигао недуго после трагичне смрти кнеза Вадимира, а од тада најмање 19 покољења братства Андровића су његови чувари. О крсту је писао Иван Јастребов и у књизи Стара Србија и Албанија. У селу Микулики (Велики Микулићи) код Болице, катар. дворанина је 1614. г. било 60 кућа, а у Меркојевић 1000 кућа. То село је познато што се у њему код Ђуре Илића Андровића сачувао онај крст који племе Мрковића носи на планину Румију, која се налази изнад планина Антиварија (Бара) и на којој је још сачувана мала црква Св. Тројице. Тај крст је био стављен у руке Св. Владимиру положеног у сандуку с реликвијама светаца у Крајини. Приликом преношења моштију у Елбасан, крст су задржали побожни хришћани да не остану без наде у заштиту од напада на њих од стране латинских мисионара у вријеме млетачке владавине. Крст је био власништво житеља села Крајине све док се нису потурчили. Онда су се Мрковићи, којима је Крајина била близу, потрудили да овима одузму крст, што их је веома наљутило. Од тада су предузимали мјере да би крст поново био њихов. Још задуго су ишли с Мрковићима када су носили крст на планину Румију, али увјеривши се у немогућност постизања свога циља, престали су учествовати у литијама. У вријеме Јастребова и исламизирани Мрковићи су престали носити тај крст с хришћанима на Румију. Потурчили су се крајем 18. вијека. Један од разлога исламизације је био и догађај када је поп служио за Васкрс литургију у другој цркви, без народа, а не у оној у којој се народ био скупио, како је о томе уочи празника било одлучено. Крст личи на онај који се чува у селу Ороши, племена Фанда и који је Јастребов описао у  Словинцу. Исти такав крст али мањих димензија је Јастребов видјео у Дубровнику у Доминиканском манастиру. Прављен је на захтејв српског краља Уроша који га је даровао цркви Св. Петра и Павла у Рашкој. Ераковићи су имали обичај да на Ловћен износе крсте на Тројичиндан.

### Докази о постојању цркве
Како је изгледао храм Свете Тројице, или манастир о којем пише у римокатоличким изворима, који су је Турци срушили у 16. вијеку није познато. Румија је планина великог вјерског значаја, посебно због светог Јована Владимира, коме се подједнако моле и хришћани и муслимани. О цркви на Румији је током 19. и 20. вијека писало више научника, књижевника и публициста, а корисно је цитирати шта су у том времену писали следећи:
Римокатолички свештеник Донато Фабијанић 1863. године, у трећем поглављу своје књиге, која описује период од 1288. до 1297. године (Padre Donato Fabianich, Storia del fratri minori dai primorde della loro istituzione in Dalmazia e Bossina, Задар, 1863, стр. 60)
, пише да су неки пустињаци из Палестине подигли манастир на врху брда Румија: "...il celebre monastero eretto da alcuni romiti della Palestina sul culmine del monte Rumia“.
Иван Јастребов, руски конзул у Скадру, Призрену и Солуну и познати научник, 1880. године, у Гласнику српског ученог друштва (књига XLVIII) у својој студији "О православним српским старим и новим црквама у Старој Зети – садашњем Скадарском округу" пишући о цркви Пречисте Крајинске каже: "У овој цркви чуван је био знаменити крст, који Мрковићи носе на гору Румију, гдје је црква св. Тројице"(стр.378), а пишући о предјелу Мрковића код Бара каже: "Близу села Микулића налази се црква св. Александра и св. Јована, и св. Тројице на врху Румије" (стр.380).
Пјетро Балан 1885. године, у књизи која је штампана у Ватиканској штампарији (Pietro Balan, Delle relazioni fra cattolica e gli slavi dela Bulgaria, Bosnia, Serbia, Erzegovina sagio del Pietro Balan, Ватикан, 1885, стр 60), пише да је краљица Јелена, жена Стефана Уроша, рестаурирала манастир на брду Румија: "Essa ristoro il monastero del monte Rumia".
Никола Ј. Вучинић, 1889. године, у књижевном мјесечном листу "Нова Зета" у прилогу "Завјет Мркојевићки-излет на Румију" пише: 
"Треба свако да одоздо собом по један ками на врху изнесе, и то што виши "то задушније", да се ту црква гради која је некад давно завјетована. То свак у руке износи без разлике вјероисповијести" (стр.241).
Павле Ровински, етнолог и географ свјетског гласа, 1897. године у књизи "Црна Гора у прошлости и садашњости" (том 1) пишући о поријеклу назива планине Румије у Црној Гори каже: "О којој Арнаути причају да је на њеном врху изграђена црква урум-краљица, тј. грчка. Изгледа, међутим, да је то иста она црква коју Срби називају Света краљица, подразумијевајући под тим именом Јелену, жену Урошеву и мајку Милутинову и Драгутинову" (стр.278) ).
Поп Јован Вујановић, парох у Улцињу, пише 6. марта 1897. године у прилогу "Биљешка о православној цркви у Улцињу“, између осталог, и сљедеће: "Мркојевићи (племе), то данас најјаче мухамеданско племе, једнако задржали су много што од православља и од српскога, и ако се данас највећма труде неке хоџе, да затру те прађедовске успомене, улијевајући таковима мухамедански фанатизам, заклањајући се за леђима Богу и њиховом негамберу Мухамеду, који како они веле, хоће тако. Претходно, нек буде речено, да то племе нема ниједнога још из своје средине за хоџу, већ странце, који им сакате и обичај и језик српски, те ово изгледа, као да их данас турче: проповиједају противу женске слободе, која је још међу њима отворена, врло уљудна и несродна ономе, што би они отуда хтјели. Но свакако још они, ако и кријући припитују за свеце старог календара, које су им преци недавно славили: иду о Тројичину – дне за својим крстом на Рујију, којега су им преци отели од Крајињана: поштују прах – гробље својих ђедова, па ту и на рушевинама некадашњих својих цркава, остављају завјете у вуни, свијећама и новцу: и најпосље, све до посљедњег рата 1876, ложили су бадњаке и преливали вином".
Томо П. Ораовац, књижевник и публициста, 1913. године, у студији "Арбанашко питање и Српско право" пишући о крсту св. Јована Владимира каже:"Барани су за овим историјским крстом ишли сваке године о Тројичину –дне на Румију, гдје је била црква посвећена св. Тројици, коју су Турци порушили, да се не би народ прикупљао" (стр.60).
Етнолог Андрија П. Јовићевић у монографији "Црногорско приморје и Крајина" објављене 1922. године пишући о ношењу крста св. Јована Владимира на Румију о Тројичину-дне каже: "Многи су побожни поклоници, при ношењу крста на Румију, носили на рамену по један повећи камен и износили га на Румију, те данас постоји на врху Румије повећа гомила камења" а о жељи да се овај обичај спријечи наводи следећи примјер: "Негдје око 1885. г., када су Мрковићи, под притиском вјерских и муслиманских политичких старјешина, стали напуштати обичај, да уз крст излазе на на Румију, због чега је и овај обичај имао престати, црногорски митрополит Митрофан нареди Сеочанима, Крњичанима и Шестанима, да на Тројичин-дан у маси изађу на Румију, да тако увеличају ову свечаност; и када су Мрковићи дочули за ово, побојаше се крсту, па њих стотина момака пође под оружјем уз крст на Румију, да га брани, ако буде потребно" (стр. 150).